# PacBSD
PacBSD (wcześniej znany jako Arch BSD) to dystrybucja systemu operacyjnego GNU/kFreeBSD, oparta na Archu, ale wykorzystująca jądro FreeBSD zamiast Linuksa. Projekt PacBSD rozpoczął się od wątku na forum dyskusyjnym Archa w kwietniu 2012 roku. Ma on na celu zapewnić Archopodobne środowisko, wykorzystując przy tym program inicjalizacji systemu OpenRC, menedżer pakietów pacman i sposób aktualizacji systemu i oprogramowania znany pod angielską nazwą rolling-release.